# ایوینچینو
ایوینچینو (به لهستانی:  Iwięcino) یک روستا در لهستان است که در گمینا شانوو واقع شده‌است. ایوینچینو ۲۹۰ نفر جمعیت دارد.